# Stacy Sanches
Stacy Sanches (Dallas, 4 settembre 1973) è una modella statunitense.
È stata nominata "Playmate del mese" per la rivista Playboy nel marzo 1995 e "Playmate dell'anno 1996".